# Platycranium
Platycranium is een kevergeslacht uit de familie van de boktorren (Cerambycidae). De wetenschappelijke naam van het geslacht werd voor het eerst geldig gepubliceerd in 1917 door Aurivillius.

## Soorten
Platycranium is monotypisch en omvat slechts de volgende soort:
- Platycranium pustulosum (Pascoe, 1864)